# Priedaine (stacja kolejowa)
Priedaine (ros. Приедайне) – stacja kolejowa w miejscowości Jurmała, na Łotwie. Położona jest na linii Ryga (Torņakalns) - Tukums.